# Tonton Macoute
Tonton Macoute (En criollo haitiano: Tonton makout, el hombre del saco en español) es el término utilizado para designar a la policía secreta y milicia personal del dictador haitiano François Duvalier (Papa Doc), organizados en forma de grupos de paramilitares que prestaban apoyo a su régimen. Su hijo y también dictador, Jean-Claude Duvalier (Baby Doc), igualmente se sirvió de ellos para perpetuarse en el poder. Se estima que durante su actividad, el Tonton Macoute pudo haber asesinado y hecho desaparecer a más de 150.000 personas, en su mayoría civiles y opositores a los regímenes Duvalier.
Duvalier padre creó estos cuerpos tras sobrevivir a un atentado contra su vida en el año 1958, después del cual su gobierno se volvió más represivo y depuró el ejército para deshacerse de elementos que le pudieran ser hostiles. En 1959, inspirado por los camisas negras del fascismo italiano, creó una milicia que se conoció como VSN (Voluntarios de la Seguridad Nacional) para proteger su poder fuera de la capital. Los miembros de la VSN pasaron a ser conocidos posteriormente como los Tonton Macoute y se convirtieron de algún modo en el espinazo del país. Dado que estas milicias no recibían remuneración alguna, ellos mismos inventaban sus propios medios de financiación a través del crimen y de la extorsión. Diversas estimaciones hablan de que en su punto máximo estas milicias llegaron a estar integradas por 15.000 a 300.000 hombres.
El término proviene de un cuento popular haitiano en el que se amenaza a los niños con la visita del «hombre del saco» o, en criollo haitiano, el Tonton Macoute, tradición que se repite en muchos lugares del mundo.

## Influencia vudú
En los años en los que el legendario Papa Doc lideraba la resistencia contra el presidente Paul Eugène Magloire, editó un periódico nacionalista: Les Griots en compañía de otros intelectuales haitianos. Fiel conocedor y defensor del vudú, en la publicación lo reivindicaba como religión y animaba a la rebelión contra los colonos americanos, en una época en que el gobierno quemaba los sagrados tambores vudú y cualquier objeto de culto, y obligaba al pueblo a jurar lealtad a la iglesia católica de Roma. De esta forma Papa Doc fue ganándose el apoyo de las sociedades secretas tradicionales, incluso casas de algunos houngan o brujos le sirvieron de cuartel general a su partido durante la campaña electoral de 1957.

## Organización de los Tonton Macoutes
Al llegar al poder nombró como Comandante en Jefe de la Milicia al temido bokor (brujo) de Gonaïves, Zacharie Delva, comenzando al mismo tiempo a reivindicar el vudú como "religión oficial". Su guardia personal, una especie de "policía esotérica", eran los Tonton Macoutes (hombres del saco), cuyo nombre oficial era el de Voluntarios para la Seguridad Nacional. 
Esta organización estaba formada por varios miles de hombres y era conocida por la sistemática y grave violación de los derechos humanos (torturas, muertes, secuestros, extorsiones) contra los opositores políticos y la población civil. Eran conocidos por portar gafas oscuras y machetes largos de cortar caña de azúcar y por mostrar a sus víctimas en lugares públicos para escarmiento de la población.
El uso de una extrema violencia y de la superstición y brujería, muy extendida entre la población haitiana, hizo que existiese una oposición muy débil a estas actividades, permitiendo así la continuidad de la dictadura de los Duvalier. A esto ayudó, por un lado, a que la población local creyese en la leyenda mágica que decía que Papa Doc era una encarnación del temible Barón Samedi, señor de los cementerios y loa o dios vudú y, por otro, al apoyo exterior de Estados Unidos, cuyo gobierno no quería otro país comunista como Cuba en América Latina.
Uno de los personajes más conocidos dentro de los Tonton Macoutes fue Roger Lafontant, jefe del movimiento durante muchos años y mano derecha de los Duvalier.

## En la actualidad
Tras la caída de Jean-Claude Duvalier, el macutismo designa igualmente todo sistema político caracterizado por la corrupción, la violencia y el uso del terror contra el adversario político y la población civil.
Aún hoy continúa la actividad de estos grupos como paramilitares en defensa de mafias locales o poderosos en el país.